# Sarah Goodridge

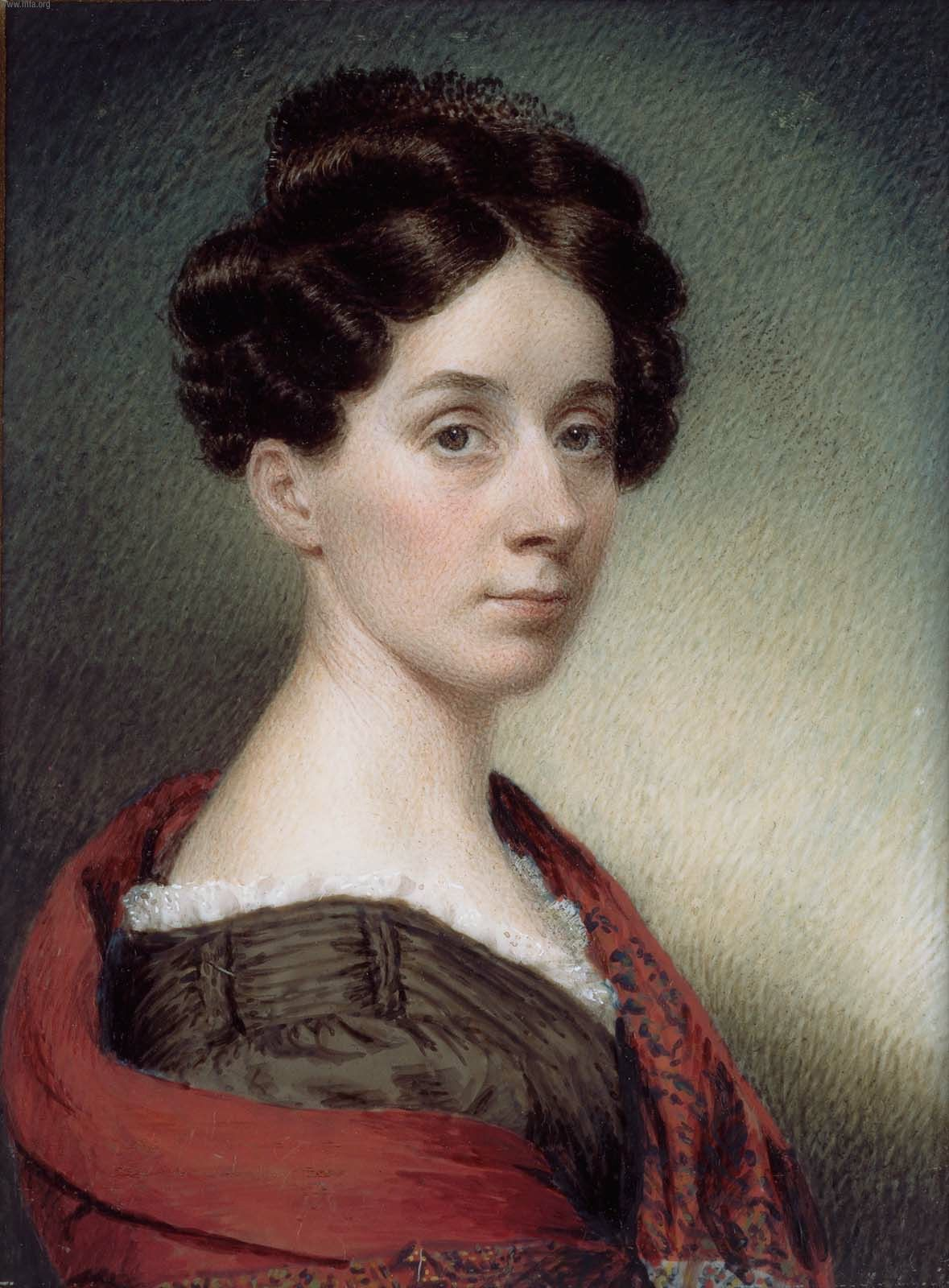
Selbstporträt, 1830

Sarah Goodridge (* 5. Februar 1788 in Templeton, Massachusetts; † 28. Dezember 1853 in Boston) war eine US-amerikanische Malerin, die vor allem auf Porträt-Miniaturen spezialisiert war.

## Leben
Sarah Goodridge wurde als sechstes Kind und dritte Tochter von Ebenezer Goodridge und seiner Ehefrau Beulah Childs geboren. Sie begann früh zu zeichnen, doch da die Ausbildungsmöglichkeiten für Frauen damals begrenzt waren, bildete sie sich weitgehend autodidaktisch aus. Einige Monate war sie auf einem Internat, während sie ihren Bruder William M. Goodrich in Milton besuchte, und bekam Zeichenstunden in Boston, wohin sie ihren Bruder begleitete. In Boston traf sie auch den Maler Gilbert Stuart, der sich für ihre Arbeit interessierte. Ab 1820 lebte sie mit ihrer Schwester Elizabeth (1798–1882), die ebenfalls Porträtmalerin war, in Boston und schuf dort Porträtminiaturen von außergewöhnlicher Qualität. Sie verdiente damit nun genug, um ihren eigenen Lebensunterhalt zu bestreiten und ihre Familie zu unterstützen. Nachdem ihr Sehvermögen ab 1851 nachließ, zog sie sich von der Malerei zurück und ließ sich in Reading nieder.

## Werk

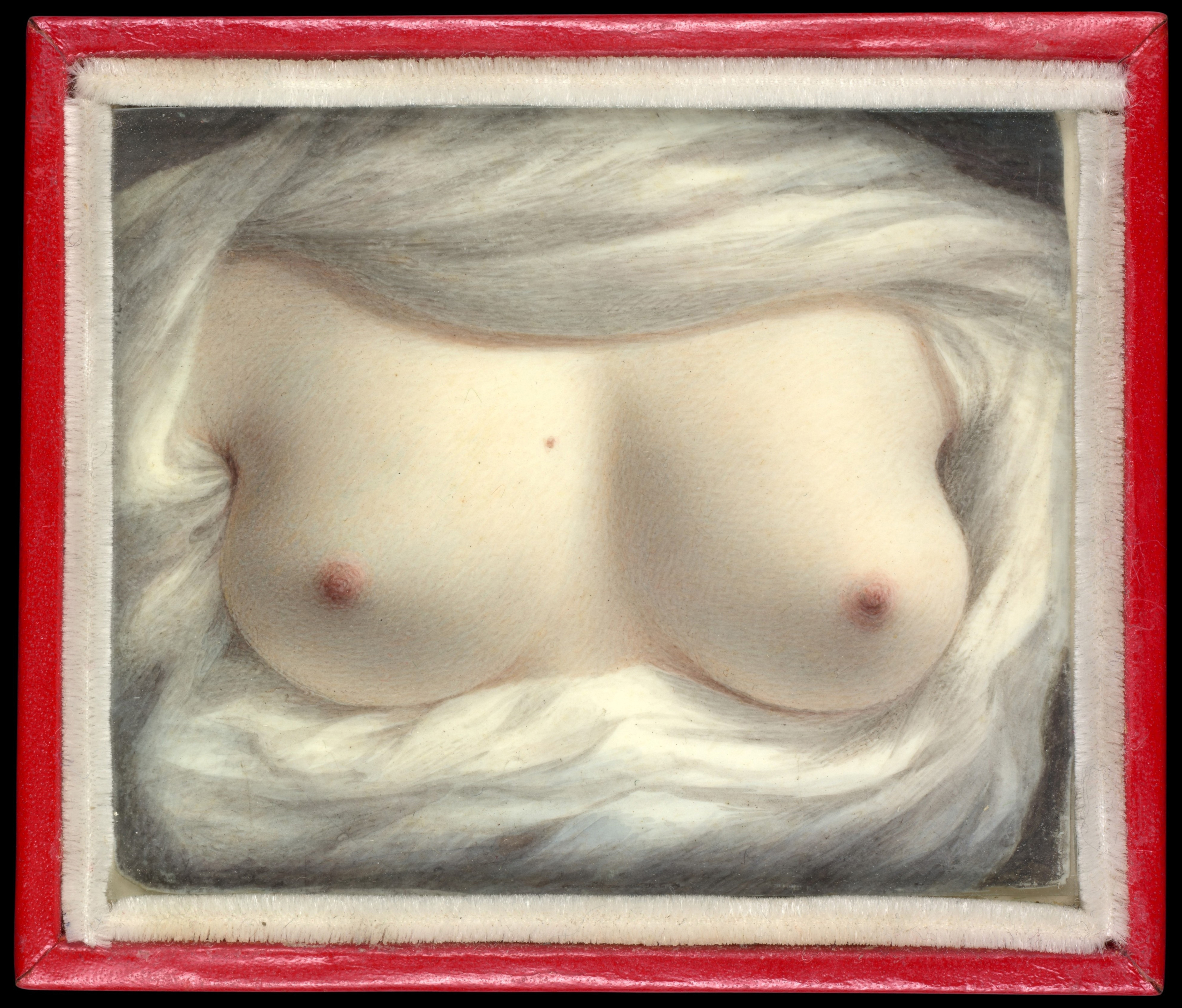
Beauty Revealed, ein Selbstporträt von Sarah Goodridge (1828). Aquarell auf Elfenbein, 6,7 × 8 cm. Metropolitan Museum of Art, New York

Sarah Goodridge malte ihre Porträts meist auf Elfenbein, ein in der Miniaturmalerei wegen seiner Glätte beliebter Malgrund, der eine besondere Präzision im Farbauftrag erlaubt und die Leuchtkraft der Farbe steigert. Ihre Gemälde wurden in Boston und Washington, D.C. ausgestellt. Bekannt sind ihre Porträts des Politikers Daniel Webster und des Malerkollegen Gilbert Stuart. Heute ist sie vor allem für das „Porträt“ ihrer nackten Brüste, Beauty Revealed, berühmt.